# 保幼小一貫教育
保幼小一貫教育（ほようしょういっかんきょういく）とは、保育（一般の保育所で行われている教育）と就学前教育（一般の幼稚園で行われている教育）と初等教育（一般の小学校で行われている教育）の課程を調整し、保育所・幼稚園での保育成果を効果的に小学校低学年時教育に引き継いだ、無駄を省き一貫性を持たせた体系的な教育方式のことである。これを行っている学校のことを保幼小一貫校（ほようしょういっかんこう）という。

## 概要
近年、自治体の多くで保育所と幼稚園、小学校の教育の一貫教育を目指した動きが活発となっている。背景には子供の学習意欲の低下や小1プロブレムなどがあげられる。一貫教育とすることにより学習意欲を高めることが狙いとなる。